# Palaeodictyoptera
Palaeodictyoptera је ред палеозојских инсеката палеоптерне грађе апарата за летење (крила). Врло вероватно је овај ред парафилетска група, базална у суперреду Palaeodictyopterida и у будућности ће бити „разбијен" на монофилетске редове.
Инсекти овог реда су поседовали хипогнатну главу, са усним апаратом за бодење и сисање. Адулти су овим усним апаратом долазили до биљних сокова (хранили су се хербиворно). Ларве су биле терестричне. 
Карактеристика припадника овог реда је и присуство параноталних избочина на протораксу, које подсећају на мала крила. Иако ове избочине нису биле зглобљене попут крила, дале су повода за идеје о шестокрилним инсектима. Крила Palaeodictyoptera су била веома ишарана, што је сачувано и у фосилним траговима, док је задњи пар крила био шири и имао облик троугла. Неки припадници (Mazothairos) су имали распон крила и до 55 cm.